# Prince de Lambesc
La baronnie de Lambesc est un fief du comté de Provence qui appartenait à la famille des Pontevès des Baux. Le fief est acheté en 1453 par Ferry II, comte de Vaudémont,. 
Celui-ci le transmet à son fils, René II, duc de Lorraine, qui le lègue à son fils cadet Claude, premier duc de Guise. À la mort de Marie de Lorraine, dernière duchesse de Guise, en 1688, la baronnie de Lambesc passe à un de ses cousins, Louis de Lorraine, comte d'Armagnac, et est érigée en principauté en 1692.

## Liste des princes de Lambesc
- 1692-1718 : Louis de Lorraine (1641-1718) ;
- 1718-1743 : Louis de Lorraine (1692-1743), petit-fils du précédent ;
- 1743-1761 : Louis-Charles de Lorraine (1725-1761), fils du précédent ;
- 1761-1789 : Charles-Eugène de Lorraine (1751-1825), fils du précédent.